# Râul Negrileasa
Râul Negrileasa este un curs de apă, afluent al râului Suha. 

## Hărți
- Harta județului Suceava